# 王彰 (明朝御史)
王彰（1366年—1427年），字文昭，河南江北等處行中書省汴梁路鄭州（今河南省鄭州市）人，明朝政治人物，官至都御史。

## 生平
洪武二十年（1387年），中舉人，補國子監生，出使山東平糴，以廉幹稱，升任吏科源士、改給事中，累升山西左參政。
永樂五年（1408年），召為禮部侍郎。父喪，服除后改戶部侍郎。之後改都察院右副都御史。永樂十一年，跟從明成祖北征，升右都御史。
宣德元年，命其自良鄉抵南京巡撫軍民，尋以所言率常事，令詳具利病上報。后召還，巡撫山海關等地。次年四月，死於任上。